# Татранський національний парк (Словаччина)
Татри (словац. Tatranský národný park) — один з дев'яти національних парків Словаччини, розташований в північній частині країни, в Татрах. Площа парку — 738 км², буферна зона навколо парку — 307 км². У парку 600 км пішохідних стежок і 16 обслуговуваних велосипедних маршрутів. У національному парку також розташована найвища точка Словаччини — гора Герлаховський Штит (2655 м).
Був засновано 1 січня 1949 року, що робить його найстарішим національним парком країни. У 1993 році став частиною програми ЮНЕСКО «Людина і біосфера», в 2003 році були відрегульовані межі парку і його буферної зони. З 2004 року належить до екологічної мережі «Натура 2000».
Західна частина розташована в Жилінському краї, східна — в Пряшівському. У парку близько 300 печер, але лише одна з них відкрита для відвідування — Більянська печера.
Фауну парку представляють 115 видів птахів, 42 види ссавців, 8 видів рептилій і 3 амфібій.